# Copa Chile 1975
La Copa Chile 1975 fue la 7º versión del clásico torneo de copa entre clubes de Chile, participaron todos los clubes de Primera División y de Segunda División (actual Primera B). Fue dirigido por la Asociación Central de Fútbol y se disputó en forma paralela al torneo nacional, entre el 28 de marzo y el 19 de noviembre.  Al finalizar se coronó campeón Palestino, que derrotó en el partido definitorio a Lota Schwager por 4-0.
La competencia vuelve al formato original de los inicios de la disputa de la copa en 1958,  la que se realiza por eliminatorias en partidos de ida y vuelta, solo el partido final, por el título, se juega en partido único.

## 1ª fase eliminatoria
| 27 de marzo de 1975, | Curicó Unido   | 3:0 | Deportes Linares | Estadio La Granja, Curicó |  |
|                      | Rojas , Moreno |     |                  |                           |  |

| 30 de marzo de 1975, | Deportes Linares | 1:2 | Curicó Unido    | Estadio Fiscal de Linares, Linares |  |
|                      | Aravena          |     | Bonhomme, Rojas |                                    |  |

| 27 de marzo de 1975, | Deportes Ovalle | 2:0 | Deportes La Serena | Estadio Municipal de Ovalle, Ovalle |  |
|                      | Gómez           |     |                    |                                     |  |

| 30 de marzo de 1975, | Deportes La Serena | 2:3 | Deportes Ovalle           | Estadio La Portada, La Serena |  |
|                      | Barrera , Coopman  |     | Tapia , Hatibovic , Gómez |                               |  |

| 27 de marzo de 1975, | Unión San Felipe | 0:1 | Trasandino | Estadio Municipal de San Felipe, San Felipe |  |
|                      |                  |     | Monsálvez  |                                             |  |

| 30 de marzo de 1975, | Trasandino    | 2:0 | Unión San Felipe | Municipal de Los Andes, Los Andes |  |
|                      | Molina , León |     |                  |                                   |  |

## 2° Fase preliminar
| 30 de marzo de 1975, | Universidad de Chile                  | 6:2 | Ferroviarios    | Nacional, Santiago |  |
|                      | Sarnari (pen.) (pen.), Pinto, Bigorra |     | Pizarro , Palma |                    |  |

| 6 de abril de 1975, | Ferroviarios | 0:1 | Universidad de Chile | Nacional, Santiago |  |
|                     |              |     | Bigorra (pen.)       |                    |  |

| 30 de marzo de 1975, | Palestino       | 2:0 | Audax Italiano | Nacional, Santiago |  |
|                      | Fabbiani, Pinto |     |                |                    |  |

| 5 de abril de 1975, | Audax Italiano | 3:3 | Palestino | Santa Laura, Santiago |  |

| 30 de marzo de 1975, | Colo-Colo                                          | 3:2 | Universidad Católica                 | Nacional, Santiago |  |
|                      | Francisco Valdés 15' (pen.) · Luis Araneda 74' 89' |     | Manuel García 20', Carlos Ortega 27' |                    |  |

| 3 de abril de 1975, | Universidad Católica   | 2:2 | Colo-Colo                               | Nacional, Santiago |  |
|                     | Manuel García 70', 85' |     | Jorge Dubanced 46' · Julio Crisosto 66' |                    |  |

| 30 de marzo de 1975, | San Luis | 2:2 | Wanderers             | Estadio Municipal Lucio Fariña Fernández, Quillota |  |
|                      | Méndez   |     | Osorio (pen.), Villar |                                                    |  |

| 6 de abril de 1975, | Wanderers | 3:1 | San Luis | Municipal Playa Ancha, Valparaíso |  |
|                     | ,         |     | Anotado  |                                   |  |

| 30 de marzo de 1975, | Everton              | 2:0 | Unión Calera | Estadio Sausalito, Viña del Mar |  |
|                      | Berríos , Aretxabala |     |              |                                 |  |

| 6 de abril de 1975, | Unión Calera | 2:0 | Everton | Estadio Municipal Nicolás Chahuán Nazar, La Calera |  |
|                     | ,            |     |         |                                                    |  |

| 30 de marzo de 1975, | San Antonio Unido | 2:3 | Aviación                          | Municipal de San Antonio, San Antonio |  |
|                      | Guerrero, Mena    |     | Chávez , Jofré (pen.), Valenzuela |                                       |  |

| 5 de abril de 1975, | Aviación | 3:0 | San Antonio Unido | Santa Laura, Santiago |  |
|                     | ,        |     |                   |                       |  |

| 30 de marzo de 1975, | O'Higgins        | 2:1 | Santiago Morning | Estadio El Teniente, Rancagua |  |
|                      | Allende , Cuevas |     | Quiroz           |                               |  |

| 6 de abril de 1975, | Santiago Morning               | 5:2 | O'Higgins      | Nacional, Santiago |  |
|                     | Pizarro ,,Benavente ,,Martínez |     | Salas , Vargas |                    |  |

| 30 de marzo de 1975, | Deportes Concepción         | 2:1 | Ñublense | Municipal de Concepción, Concepción |  |
|                      | Urrunaga , Rodríguez (pen.) |     | Andrade  |                                     |  |

| 6 de abril de 1975, | Ñublense | 1:3 | Deportes Concepción | Municipal de Chillán, Chillán |  |
|                     | Anotado  |     | ,                   |                               |  |

| 30 de marzo de 1975, | Lota Schwager  | 1:0 | Independiente | Estadio Municipal Federico Schwager, Coronel |  |
|                      | Víctor Merello |     |               |                                              |  |

| 6 de abril de 1975, | Independiente | 2:1 | Lota Schwager | Municipal de Cauquenes, Cauquenes |  |
|                     | ,             |     | Anotado       |                                   |  |

| 30 de marzo de 1975, | Iberia | 0:0 | Naval | Municipal de Los Ángeles, Los Ángeles |  |

| 5 de abril de 1975, | Naval | 2:0 | Iberia | Estadio El Morro, Talcahuano |  |
|                     | ,     |     |        |                              |  |

| 30 de marzo de 1975, | Malleco Unido | 0:2 | Green Cross                   | Municipal de Angol, Angol |  |
|                      |               |     | Gutiérrez (a.g.), V. González |                           |  |

| 6 de abril de 1975, | Green Cross | 2:0 | Malleco Unido | Estadio Germán Becker, Temuco |  |
|                     | ,           |     |               |                               |  |

| 2 de abril de 1975, | Curicó Unido | 0:1 | Rangers | Estadio La Granja, Curicó |  |
|                     |              |     | Anotado |                           |  |

| 6 de abril de 1975, | Rangers | 3:0 | Curicó Unido | Fiscal de Talca, Talca |  |
|                     | ,       |     |              |                        |  |

| 2 de abril de 1975, | Deportes Ovalle | 1:2 | Deportes Antofagasta | Estadio Municipal de Ovalle, Ovalle |  |
|                     | Anotado         |     | ,                    |                                     |  |

| 6 de abril de 1975, | Deportes Antofagasta | 2:3 | Deportes Ovalle | Regional de Antofagasta, Antofagasta |  |
|                     | ,                    |     | ,               |                                      |  |

| 3 de abril de 1975, | Magallanes | 2:2 | Trasandino | Nacional, Santiago |  |
|                     | ,          |     | ,          |                    |  |

| 6 de abril de 1975, | Trasandino | 2:3 | Magallanes | Municipal de Los Andes, Los Andes |  |
|                     | ,          |     | ,          |                                   |  |

## Octavos de final
| 1 de mayo de 1975, | Deportes Ovalle | 0:1 | Universidad de Chile | San Eugenio, Santiago |  |
|                    |                 |     | Pinto                |                       |  |

| 4 de mayo de 1975, | Universidad de Chile | 2:0 | Ovalle | Nacional, Santiago |  |
|                    | Muñoz , Pinto        |     |        |                    |  |

| 1 de mayo de 1975, | Santiago Wanderers | 0:1 | Aviación | Municipal Playa Ancha, Valparaíso |  |
|                    |                    |     | Orellana |                                   |  |

| 3 de mayo de 1975, | Aviación | 1:1 | Wanderers | Santa Laura, Santiago |  |
|                    | Méndez   |     | Osorio    |                       |  |

| 1 de mayo de 1975, | Unión Calera | 1:6 | Unión Española                                  | Estadio Municipal Nicolás Chahuán Nazar, La Calera |  |
|                    | Torres       |     | Spedaletti , Trujillo (pen.), Palacios, Ahumada |                                                    |  |

| 13 de mayo de 1975, | Unión Española                 | 3:1 | Unión Calera | Santa Laura, Santiago |  |
|                     | Miranda , Las Heras , Hoffmann |     | Torres       |                       |  |

| 1 de mayo de 1975, | Magallanes                | 3:1 | Santiago Morning | Estadio Monumental (Chile), Santiago |  |
|                    | Herrera , Suazo, Espinoza |     | Arratia (pen.)   |                                      |  |

| 3 de mayo de 1975, | Santiago Morning                     | 4:1 | Magallanes | Santa Laura, Santiago |  |
|                    | Arratia (pen.), Cubillas , Benavente |     | Herrera    |                       |  |

| 1 de mayo de 1975, | Colo-Colo | 0:1 | Palestino | Estadio Monumental (Chile), Santiago |  |
|                    |           |     | Hidalgo   |                                      |  |

| 4 de mayo de 1975, | Palestino | 2:0 | Colo-Colo | Nacional, Santiago |  |
|                    | Hidalgo   |     |           |                    |  |

| 1 de mayo de 1975, | Rangers       | 2:2 | Huachipato          | Fiscal de Talca, Talca |  |
|                    | Abatte (pen.) |     | Rivero , Elissetche |                        |  |

| 4 de mayo de 1975, | Huachipato                 | 4:0 | Rangers | Estadio Las Higueras, Talcahuano |  |
|                    | Neira , Silva , Elissetche |     |         |                                  |  |

| 1 de mayo de 1975, | Naval | 1:2 | Green Cross   | Estadio El Morro, Talcahuano |  |
|                    | Lobos |     | Graf , Romero |                              |  |

| 4 de mayo de 1975, | Green Cross | 0:3 | Naval                | Estadio Germán Becker, Temuco |  |
|                    |             |     | Lobos , Lara , Núñez |                               |  |

| 1 de mayo de 1975, | Deportes Concepción | 0:1 | Lota Schwager | Municipal de Concepción, Concepción |  |
|                    |                     |     | Bascur        |                                     |  |

| 4 de mayo de 1975, | Lota Schwager | 1:0 | Deportes Concepción | Estadio Municipal Federico Schwager, Coronel |  |
|                    | Rojas         |     |                     |                                              |  |

## Cuartos de final
| 21 de mayo de 1975, | Palestino             | 2:2 | Santiago Morning    | Nacional, Santiago |  |
|                     | Messen , Vidal (a.g.) |     | Arratia , Benavente |                    |  |

| 25 de mayo de 1975, | Santiago Morning | 0:2 | Palestino | Santa Laura, Santiago |  |
|                     |                  |     | Hidalgo   |                       |  |

| 25 de mayo de 1975, | Universidad de Chile | 1:3 | Unión Española             | Nacional, Santiago |  |
|                     | Pinto                |     | Ahumada , Palacios , Véliz |                    |  |

| 10 de septiembre de 1975, | Unión Española | 0:1 | Universidad de Chile | Santa Laura, Santiago                                    |                                                          |
|                           |                |     | Socías 20'           | Asistencia: 1.674 espectadores Árbitro(s): Gastón Castro | Asistencia: 1.674 espectadores Árbitro(s): Gastón Castro |

- El partido fue adjudicado a Unión Española, debido a que Universidad de Chile se retiró a los 67' de juego.[1]

| 21 de mayo de 1975, | Huachipato | 1:1 | Naval            | Estadio Las Higueras, Talcahuano |  |
|                     | Elissetche |     | Quinteros (pen.) |                                  |  |

| 24 de mayo de 1975, | Naval     | 1:1 | Huachipato | Estadio El Morro, Talcahuano |  |
|                     | Sepúlveda |     | Sintas     |                              |  |

- El clasificado fue Huachipato, ganó en definición a penales 5 x 4.[2]

| 21 de mayo de 1975, | Lota Schwager  | 1:0 | Aviación | Estadio Municipal Federico Schwager, Coronel |  |
|                     | Víctor Merello |     |          |                                              |  |

| 25 de mayo de 1975, | Aviación        | 1:4 | Lota Schwager   | Santa Laura, Santiago |  |
|                     | Illescas (pen.) |     | Ponce , Fontora |                       |  |

## Semifinales
| 22 de octubre de 1975, | Lota Schwager    | 2:0 | Unión Española | Estadio Municipal Federico Schwager, Coronel |  |
|                        | González , Ponce |     |                |                                              |  |

| 29 de octubre de 1975, | Unión Española | 0:1 | Lota Schwager | Nacional, Santiago |  |
|                        |                |     | Ahumada       |                    |  |

| 22 de octubre de 1975, | Huachipato | 1:1 | Palestino | Estadio Las Higueras, Talcahuano |  |
|                        | Sintas     |     | Messen    |                                  |  |

| 29 de octubre de 1975, | Palestino | 1:0 | Huachipato | Nacional, Santiago |  |
|                        | Pinto     |     |            |                    |  |

## Final
|       | POR   | Manuel Araya          |   |
|       | DEF   | Carlos Araneda        |   |
|       | DEF   | Mario Caneo           |   |
|       | DEF   | Miguel Ángel Pecoraro |   |
|       | DEF   | Mario Varas           |   |
|       | MED   | Guido Coppa           |   |
|       | MED   | Sergio Ramírez        |   |
|       | MED   | Sergio Messen         |   |
|       | DEL   | Alberto Hidalgo       |   |
|       | DEL   | Oscar Fabbiani        | ' |
|       | DEL   | Pedro Pinto           |   |
| D. T. | D. T. | Caupolicán Peña       |   |

|       | POR   | Alfredo Petinelli |   |
|       | DEF   | Patricio Rojas    |   |
|       | DEF   | Carlos Durán      |   |
|       | DEF   | Humberto López    |   |
|       | DEF   | Juan Jara         |   |
|       | MED   | Hugo González     |   |
|       | MED   | Alfonso Arroyo    |   |
|       | MED   | Pedro Gallina     |   |
|       | DEL   | Oscar Melo        | ' |
|       | DEL   | Patricio Ponce    |   |
|       | DEL   | Luis Fontora      | ' |
| D. T. | D. T. | Alicel Belmar     |   |

|  | MED | Rodolfo Dubó | ' |

|  | DEL | Luis Ahumada    | ' |
|  | DEL | Eduardo Jiménez | ' |

| 27' · 42' · 78' · 87' | Sergio Messen Oscar Fabbiani Alberto Hidalgo Pedro Pinto | 1:0 2:0 3:0 4:0 |

| Principal | Rafael Hormazábal |

|       | POR   | Manuel Araya          |   |
|       | DEF   | Carlos Araneda        |   |
|       | DEF   | Mario Caneo           |   |
|       | DEF   | Miguel Ángel Pecoraro |   |
|       | DEF   | Mario Varas           |   |
|       | MED   | Guido Coppa           |   |
|       | MED   | Sergio Ramírez        |   |
|       | MED   | Sergio Messen         |   |
|       | DEL   | Alberto Hidalgo       |   |
|       | DEL   | Oscar Fabbiani        | ' |
|       | DEL   | Pedro Pinto           |   |
| D. T. | D. T. | Caupolicán Peña       |   |

|       | POR   | Alfredo Petinelli |   |
|       | DEF   | Patricio Rojas    |   |
|       | DEF   | Carlos Durán      |   |
|       | DEF   | Humberto López    |   |
|       | DEF   | Juan Jara         |   |
|       | MED   | Hugo González     |   |
|       | MED   | Alfonso Arroyo    |   |
|       | MED   | Pedro Gallina     |   |
|       | DEL   | Oscar Melo        | ' |
|       | DEL   | Patricio Ponce    |   |
|       | DEL   | Luis Fontora      | ' |
| D. T. | D. T. | Alicel Belmar     |   |

|  | MED | Rodolfo Dubó | ' |

|  | DEL | Luis Ahumada    | ' |
|  | DEL | Eduardo Jiménez | ' |

| 27' · 42' · 78' · 87' | Sergio Messen Oscar Fabbiani Alberto Hidalgo Pedro Pinto | 1:0 2:0 3:0 4:0 |

| Principal | Rafael Hormazábal |

|       | POR   | Manuel Araya          |   |
|       | DEF   | Carlos Araneda        |   |
|       | DEF   | Mario Caneo           |   |
|       | DEF   | Miguel Ángel Pecoraro |   |
|       | DEF   | Mario Varas           |   |
|       | MED   | Guido Coppa           |   |
|       | MED   | Sergio Ramírez        |   |
|       | MED   | Sergio Messen         |   |
|       | DEL   | Alberto Hidalgo       |   |
|       | DEL   | Oscar Fabbiani        | ' |
|       | DEL   | Pedro Pinto           |   |
| D. T. | D. T. | Caupolicán Peña       |   |

|       | POR   | Alfredo Petinelli |   |
|       | DEF   | Patricio Rojas    |   |
|       | DEF   | Carlos Durán      |   |
|       | DEF   | Humberto López    |   |
|       | DEF   | Juan Jara         |   |
|       | MED   | Hugo González     |   |
|       | MED   | Alfonso Arroyo    |   |
|       | MED   | Pedro Gallina     |   |
|       | DEL   | Oscar Melo        | ' |
|       | DEL   | Patricio Ponce    |   |
|       | DEL   | Luis Fontora      | ' |
| D. T. | D. T. | Alicel Belmar     |   |

|  | MED | Rodolfo Dubó | ' |

|  | DEL | Luis Ahumada    | ' |
|  | DEL | Eduardo Jiménez | ' |

| 27' · 42' · 78' · 87' | Sergio Messen Oscar Fabbiani Alberto Hidalgo Pedro Pinto | 1:0 2:0 3:0 4:0 |

| Principal | Rafael Hormazábal |

|       | POR   | Manuel Araya          |   |
|       | DEF   | Carlos Araneda        |   |
|       | DEF   | Mario Caneo           |   |
|       | DEF   | Miguel Ángel Pecoraro |   |
|       | DEF   | Mario Varas           |   |
|       | MED   | Guido Coppa           |   |
|       | MED   | Sergio Ramírez        |   |
|       | MED   | Sergio Messen         |   |
|       | DEL   | Alberto Hidalgo       |   |
|       | DEL   | Oscar Fabbiani        | ' |
|       | DEL   | Pedro Pinto           |   |
| D. T. | D. T. | Caupolicán Peña       |   |

|       | POR   | Alfredo Petinelli |   |
|       | DEF   | Patricio Rojas    |   |
|       | DEF   | Carlos Durán      |   |
|       | DEF   | Humberto López    |   |
|       | DEF   | Juan Jara         |   |
|       | MED   | Hugo González     |   |
|       | MED   | Alfonso Arroyo    |   |
|       | MED   | Pedro Gallina     |   |
|       | DEL   | Oscar Melo        | ' |
|       | DEL   | Patricio Ponce    |   |
|       | DEL   | Luis Fontora      | ' |
| D. T. | D. T. | Alicel Belmar     |   |

|  | MED | Rodolfo Dubó | ' |

|  | DEL | Luis Ahumada    | ' |
|  | DEL | Eduardo Jiménez | ' |

| 27' · 42' · 78' · 87' | Sergio Messen Oscar Fabbiani Alberto Hidalgo Pedro Pinto | 1:0 2:0 3:0 4:0 |

| Principal | Rafael Hormazábal |

## Campeón
| Chile               |
| Palestino 1º título |

## Goleadores
| Jugador             | Equipo               | Goles |
| ------------------- | -------------------- | ----- |
| Alberto Hidalgo     | Palestino            | 6     |
| Patricio Ponce      | Lota Schwager        | 4     |
| Héctor Pinto        | Universidad de Chile | 4     |
| Germán Elissetche   | Huachipato           | 4     |
| Juan Carlos Sarnari | Universidad de Chile | 4     |
| Pedro Pinto         | Palestino            | 4     |
| Jaime Benavente     | Santiago Morning     | 4     |